# Radisson (Saskatchewan)
Radisson ist eine Kleinstadt mit dem Status einer Town in der kanadischen Provinz Saskatchewan.

## Lage
Radisson liegt nordwestlich der bevölkerungsreichsten Stadt der Provinz, Saskatoon, auf halbem Wege nach North Battleford. Beide sind jeweils rund 70 Kilometer von Radisson entfernt, verkehrstechnisch verbunden ist die Kleinstadt mit ihnen sowohl durch den Highway 16 als Teilstück des Yellowhead Highways als auch durch eine Eisenbahnstrecke der Canadian National Railway, die die Stadt allerdings nicht mehr andient. Stattdessen besteht Personenverkehr mit Bussen der staatlichen Saskatchewan Transportation Company. Für den Luftverkehr besitzt Radisson am östlichen Stadtrand einen kleinen Landeplatz mit einer Graspiste.
Etwa zwei Kilometer nördlich der Stadt liegt ein See, der Lake Radisson, zum Ufer des North Saskatchewan River sind es etwa zwölf Kilometer nach Süden. Die kleine Gemarkung der Stadt wird vollständig vom Gebiet der Landgemeinde Great Bend No. 405 umschlossen, sie bildet also eine Enklave.

## Geschichte
Zu Anfang des 19. Jahrhunderts ließen sich die ersten Siedler europäischer Abstammung in der Region nieder. Als Pionier gilt Jarvis Goodrich, der sich im Grundbuch als Eigentümer eines größeren Gebietes am Lake Radisson eintragen ließ. Nachziehenden Siedlern verkaufte er Teile davon, die sich hieraus entwickelnde Siedlung trug entsprechend den Namen Goodrich. Das erste Ladengeschäft und eine Poststation entstanden 1903, etwa drei Kilometer nördlich der heutigen Lage der Stadt, ein zweiter Laden folgte 1904.
Anfang 1905 erwarb die Canadian Northern Railway einen Streifen Land, um darauf ihre Eisenbahnstrecke und auch eine Ortschaft zu errichten. Im Frühjahr des gleichen Jahres wurde der planmäßige Grundriss der künftigen Stadt abgesteckt, die Bahnstrecke wurde ebenfalls 1905 in Betrieb genommen. Bis Jahresende wurde 65 Gebäude errichtet, darunter der Bahnhof, ein Hotel sowie der erste Getreidesilo. Die Bahngesellschaft benannte ihre Stadt nach Pierre-Esprit Radisson, einem französischen Entdecker und Pelzhändler, der Name Goodrich wurde aufgegeben. Die offizielle Gründung erfolgte 1906, zunächst mit dem Status einer Village. 1913 folgte die Aufstufung zur Town.

## Radisson heute

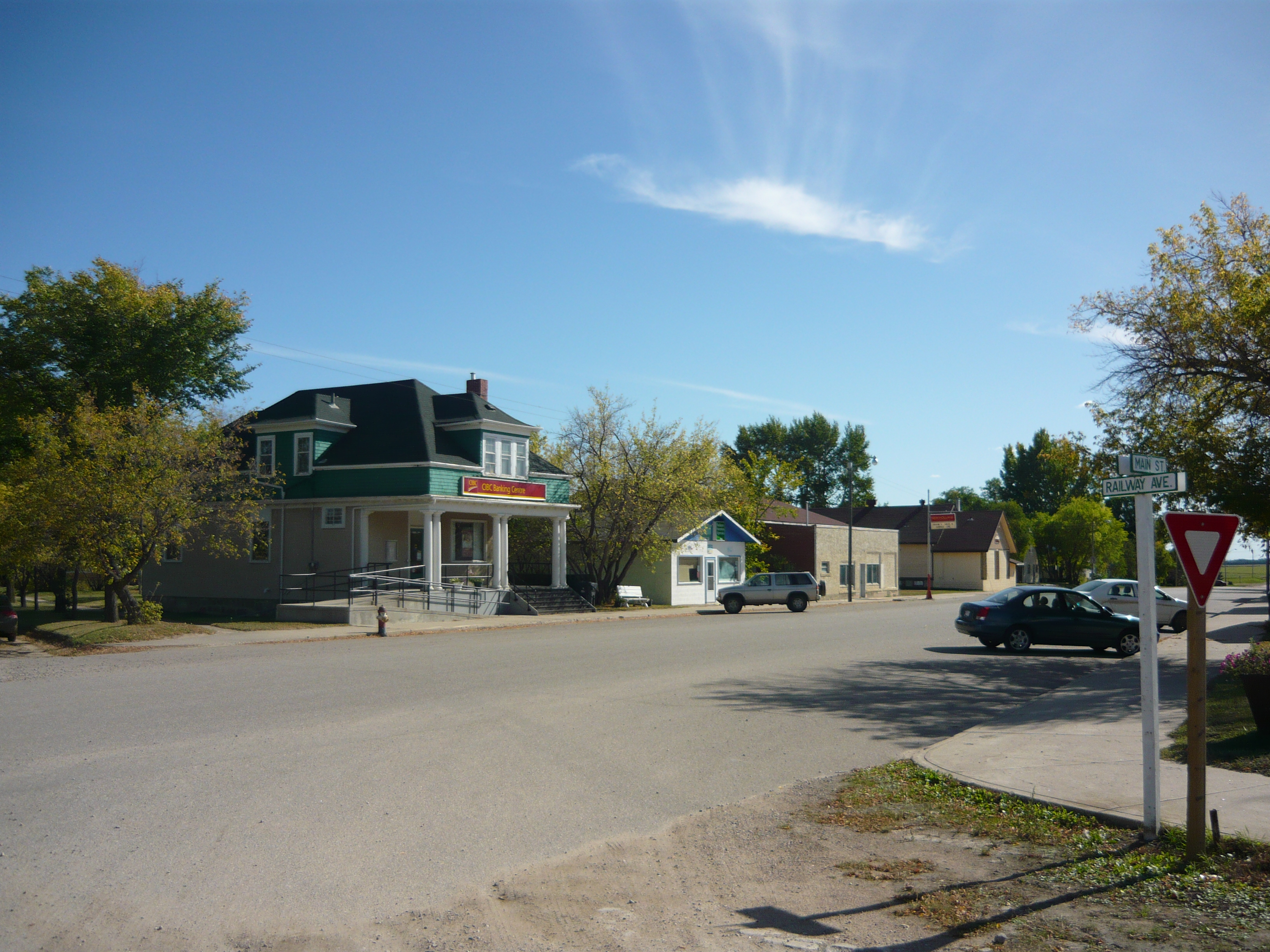
In der Stadtmitte

Radisson dient heute als zentraler Ort eines weitgehend ländlich geprägten Raumes. Es existieren verschiedene Arten von Ladengeschäften, Dienstleistungsanbietern und gastronomischen Angeboten. Lutheraner und Baptisten haben jeweils eine Kirchengemeinde, in der ehemaligen Kirche der United Church of Canada befindet sich heute ein kleines Museum. Bis 2004 bestand eine Schule, seither müssen die Kinder mit Omnibussen ins 25 Kilometer entfernte Maymont gebracht werden.

## Söhne der Stadt
- Peter Dmytruk (1920–1943), Soldat der Luftwaffe, Kämpfer der Résistance
- Bill Hajt (* 1951), Eishockeyspieler